# Irlandia na Letnich Igrzyskach Olimpijskich 1976
Irlandię na Letnich Igrzyskach Olimpijskich 1976 reprezentowało 44 zawodników: 41 mężczyzn i trzy kobiety. Był to jedenasty start reprezentacji Irlandii na letnich igrzyskach olimpijskich.

## Skład kadry

### Boks
Mężczyźni
| Zawodnik           | Konkurencja | 1/32               | 1/16                  | 1/8                    | Ćwierćfinał        | Półfinał         | Finał            | Finał   |
| Zawodnik           | Konkurencja | Przeciwnik Wynik   | Przeciwnik Wynik      | Przeciwnik Wynik       | Przeciwnik Wynik   | Przeciwnik Wynik | Przeciwnik Wynik | Miejsce |
| ------------------ | ----------- | ------------------ | --------------------- | ---------------------- | ------------------ | ---------------- | ---------------- | ------- |
| Brendan Dunne      | 48 kg       |                    | Noboru Uchiyama W RSC | Orlando Maldonado P KO | Nie awansował      | Nie awansował    | Nie awansował    | 9.      |
| Davy Larmour       | 51 kg       |                    | Robert Masuku W WO    | Agustín Martínez W WO  | Leo Randolph P 1-4 | Nie awansował    | Nie awansował    | 5.      |
| Gerard Hamill      | 60 kg       | Ace Rusevski P 1-4 | Nie awansował         | Nie awansował          | Nie awansował      | Nie awansował    | Nie awansował    | 22.     |
| Christy McLoughlin | 67 kg       |                    | Colin Jones P 0-5     | Nie awansował          | Nie awansował      | Nie awansował    | Nie awansował    | 17.     |
| Brian Byrne        | 71 kg       |                    |                       | Wilfredo Guzman P 2-3  | Nie awansował      | Nie awansował    | Nie awansował    | 9.      |

### Jeździectwo
| Zawodnik                                                     | Koń          | Konkurencja        | Ujeżdżenie | Cross country | Skoki                     | Razem                     | Pozycja                   |
| ------------------------------------------------------------ | ------------ | ------------------ | ---------- | ------------- | ------------------------- | ------------------------- | ------------------------- |
| Gerry Sinnott                                                | Croghan      | WKKW indywidualnie | -101,25    | -77,60        | 0,00                      | -178,85                   | 6.                        |
| Eric Horgan                                                  | Pontoon      | WKKW indywidualnie | -72,50     | -120,80       | -20,00                    | -213,30                   | 15.                       |
| Ronald McMahon                                               | San Carlos   | WKKW indywidualnie | -107,50    | -322,40       | Dyskwalifikacja           | Nie ukończył konkurencji  | Nie ukończył konkurencji  |
| Norman van de Vater                                          | Blue Tom Tit | WKKW indywidualnie | -94,16     | -279,20       | Nie ukończył konkurencji  | Nie ukończył konkurencji  | Nie ukończył konkurencji  |
| Gerry Sinnott Eric Horgan Ronnie McMahon Norman van de Vater | jak wyżej    | WKKW drużynowo     | -267,91    | -477,60       | Nie ukończyli konkurencji | Nie ukończyli konkurencji | Nie ukończyli konkurencji |

### Kajakarstwo
Mężczyźni
| Zawodnik                                                  | Konkurencja | Eliminacje | Eliminacje | Repasaże | Repasaże | Półfinały      | Półfinały      | Finał          | Finał          | Pozycja        |
| Zawodnik                                                  | Konkurencja | Czas       | Pozycja    | Czas     | Pozycja  | Czas           | Pozycja        | Czas           | Pozycja        | Pozycja        |
| --------------------------------------------------------- | ----------- | ---------- | ---------- | -------- | -------- | -------------- | -------------- | -------------- | -------------- | -------------- |
| Declan Burns Brendan O’Connell                            | K-2 500m    | 1:56,86    | 6.         | 1:47,56  | 4.       | Nie awansowali | Nie awansowali | Nie awansowali | Nie awansowali | Nie awansowali |
| Ian Pringle Howard Watkins                                | K-2 1000m   | 3:53,33    | 6.         | 3:33,54  | 4.       | Nie awansowali | Nie awansowali | Nie awansowali | Nie awansowali | Nie awansowali |
| Declan Burns Brendan O’Connell Ian Pringle Howard Watkins | K-4 1000m   | 3:27,56    | 6.         | 3:22,06  | 5.       | Nie awansowali | Nie awansowali | Nie awansowali | Nie awansowali | Nie awansowali |

### Kolarstwo

#### Kolarstwo szosowe
| Zawodnik       | Konkurencja                    | Czas                 | Pozycja              |
| -------------- | ------------------------------ | -------------------- | -------------------- |
| Alan McCormack | wyścig ze startu wspólnego (m) | Nie ukończył wyścigu | Nie ukończył wyścigu |
| Oliver McQuaid | wyścig ze startu wspólnego (m) | Nie ukończył wyścigu | Nie ukończył wyścigu |

### Lekkoatletyka
Mężczyźni
Konkurencje biegowe
| Zawodnik            | Konkurencja | Eliminacje | Eliminacje | Półfinał      | Półfinał      | Finał         | Finał         |
| Zawodnik            | Konkurencja | Wynik      | Miejsce    | Wynik         | Miejsce       | Wynik         | Miejsce       |
| ------------------- | ----------- | ---------- | ---------- | ------------- | ------------- | ------------- | ------------- |
| Niall O’Shaughnessy | 800 m       | 1:49,29    | 5.         | Nie awansował | Nie awansował | Nie awansował | Nie awansował |
| Niall O’Shaughnessy | 1500 m      | 3:40,12    | 4.         | Nie awansował | Nie awansował | Nie awansował | Nie awansował |
| Eamonn Coghlan      | 1500 m      | 3:39,87    | 1.         | 3:38,60       | 1.            | 3:39,51       | 4.            |
| Eddie Leddy         | 5000 m      | 13:40,54   | 11.        |               |               | Nie awansował | Nie awansował |
| Eddie Leddy         | 10 000 m    | 28:55,29   | 9.         |               |               | Nie awansował | Nie awansował |
| Jim McNamara        | maraton     |            |            |               |               | 2:24:57,2     | 39.           |
| Dan McDaid          | maraton     |            |            |               |               | 2:27:07,2     | 42.           |
| Neil Cusack         | maraton     |            |            |               |               | 2:35:47,2     | 55.           |

Kobiety
Konkurencje biegowe
| Zawodniczka  | Konkurencja | Eliminacje | Eliminacje | Półfinał       | Półfinał       | Finał          | Finał          |
| Zawodniczka  | Konkurencja | Wynik      | Miejsce    | Wynik          | Miejsce        | Wynik          | Miejsce        |
| ------------ | ----------- | ---------- | ---------- | -------------- | -------------- | -------------- | -------------- |
| Mary Purcell | 1500 m      | 4:08,63    | 5.         | Nie awansowała | Nie awansowała | Nie awansowała | Nie awansowała |

### Łucznictwo
| Zawodnik     | Konkurencja       | 1 Runda FITA | 1 Runda FITA | 1 Runda FITA | 1 Runda FITA | 1 Runda FITA | 2 Runda FITA | 2 Runda FITA | 2 Runda FITA | 2 Runda FITA | 2 Runda FITA | Łącznie | Miejsce |
| Zawodnik     | Konkurencja       | 90 m         | 70 m         | 50 m         | 30 m         | Razem        | 90 m         | 70 m         | 50 m         | 30 m         | Razem        | Łącznie | Miejsce |
| ------------ | ----------------- | ------------ | ------------ | ------------ | ------------ | ------------ | ------------ | ------------ | ------------ | ------------ | ------------ | ------- | ------- |
| James Conroy | indywidualnie (m) | 237          | 295          | 281          | 315          | 1128         | 228          | 280          | 290          | 329          | 1127         | 2255    | 29.     |

### Pływanie
Mężczyźni
| Zawodnik         | Konkurencja      | Eliminacje | Eliminacje | Półfinał      | Półfinał      | Finał         | Finał         |               |               |
| Zawodnik         | Konkurencja      | Czas       | Miejsce    | Czas          | Miejsce       | Czas          | Miejsce       |               |               |
| ---------------- | ---------------- | ---------- | ---------- | ------------- | ------------- | ------------- | ------------- | ------------- | ------------- |
| Kevin Williamson | 200m dowolnym    | 2:00,08    | 41.        |               |               | Nie awansował | Nie awansował |               |               |
| Kevin Williamson | 400m dowolnym    | 4:09,60    | 35.        |               |               | Nie awansował | Nie awansował |               |               |
| Kevin Williamson | 1500m dowolnym   | 16:54,11   | 27.        |               |               | Nie awansował | Nie awansował | Nie awansował | Nie awansował |
| Robert Howard    | 100m grzbietowym | 1:00,77    | 25.        | Nie awansował | Nie awansował | Nie awansował | Nie awansował |               |               |
| Robert Howard    | 200m motylkowym  | 1:00,92    | 38.        |               |               | Nie awansował | Nie awansował |               |               |

Kobiety
| Zawodniczka     | Konkurencja      | Eliminacje | Eliminacje | Półfinał       | Półfinał       | Finał          | Finał          |
| Zawodniczka     | Konkurencja      | Czas       | Miejsce    | Czas           | Miejsce        | Czas           | Miejsce        |
| --------------- | ---------------- | ---------- | ---------- | -------------- | -------------- | -------------- | -------------- |
| Deirdre Sheehan | 100m dowolnym    | 1:02,11    | 37.        | Nie awansowała | Nie awansowała | Nie awansowała | Nie awansowała |
| Deirdre Sheehan | 200m dowolnym    | 2:15,69    | 35.        |                |                | Nie awansowała | Nie awansowała |
| Deirdre Sheehan | 100m grzbietowym | 1:11,53    | 30.        | Nie awansowała | Nie awansowała | Nie awansowała | Nie awansowała |
| Miriam Hopkins  | 200m motylkowym  | 2:24,96    | 28.        |                |                | Nie awansowała | Nie awansowała |

### Strzelectwo
Mężczyźni
| Zawodnik      | Konkurencja | Wynik | Pozycja |
| ------------- | ----------- | ----- | ------- |
| Richard Flynn | trap        | 179   | 15.     |

### Wioślarstwo
Mężczyźni
| Zawodnik                                                       | Konkurencja | Eliminacje | Eliminacje | Repesaż | Repesaż | Półfinały      | Półfinały      | Finał          | Finał          | Miejsce        |
| Zawodnik                                                       | Konkurencja | Czas       | M.         | Czas    | M.      | Czas           | M.             | Czas           | M.             | Miejsce        |
| -------------------------------------------------------------- | ----------- | ---------- | ---------- | ------- | ------- | -------------- | -------------- | -------------- | -------------- | -------------- |
| Seán Drea                                                      | M1x         | 7:07,20    | 2.         |         |         | 6:52,46        | 1.             | 7:42,53        | 4.(finał A)    | 4.             |
| Martin Feeley Iain Kennedy Jaye Renehan Andy McDonough         | M4-         | 6:25,57    | 4.         | 6:29,27 | 2.      | Nie awansowali | Nie awansowali | Nie awansowali | Nie awansowali | Nie awansowali |
| Mick Ryan Jim Muldoon Willie Ryan Christy O’Brien Liam Redmond | M4+         | 6:50,76    | 3.         |         |         | 6:11,94        | 4.             | 6:49,56        | 1.(finał B)    | 7.             |

### Żeglarstwo
Mężczyźni
| Zawodnik                      | Konkurencja       | Wyścig | Wyścig | Wyścig | Wyścig | Wyścig | Wyścig | Wyścig | Punkty | Finałowa pozycja |
| Zawodnik                      | Konkurencja       | 1      | 2      | 3      | 4      | 5      | 6      | 7      | Punkty | Finałowa pozycja |
| ----------------------------- | ----------------- | ------ | ------ | ------ | ------ | ------ | ------ | ------ | ------ | ---------------- |
| Barry O’Neill Jamie Wilkinson | Latający Holender | 25     | 25     | 22     | 22     | 26     | 23     | 25     | 142    | 19.              |
| David Wilkins Derek Jago      | Tempest           | 15,00  | 14,00  | 15,00  | 18,00  | 16,00  | 18,00  |        | 96     | 11.              |
| Peter Dix Robert Dix          | klasa 470         | 29     | 20     | 33     | 27     | 21     | 26     | 29     | 152    | 23.              |